# Black September
Black September ist eine US-amerikanische Death-Metal-Band aus Chicago, Illinois, die im Jahr 2006 gegründet wurde.

## Geschichte
Die Band wurde im Jahr 2006 von Gitarrist Chris McMorrow und Sängerin Jen Pickett gegründet und veröffentlichte im Folgejahr ihr erstes Demo. In den Folgejahren erschienen weitere EPs, sowie eine Split-Veröffentlichung mit Thou, wobei die Besetzung um MxMorrow und Pickett dabei mehrfach wechselte. Im Jahr 2010 erschien das Debütalbum The Forbidden Gates Beyond bei Shaman Records und Iconoclast Records. Außerdem hatte die Band Konzerte zusammen mit Unearthly Trance, Skeletonwitch, Javelina, Masakari und Magrudergrind gespielt. Nach weiteren Auftritten, nahm die Band ihr nächstes Album Into The Darkness Into The Void in den Bricktop Studios unter der Leitung von Andy Nelson auf. Das Album erschien im Jahr 2012 bei Prosthetic Records.

## Stil
Die Band spielt klassischen Death Metal, der mit der Musik von Bolt Thrower, Dissection und Bathory vergleichbar ist.

## Diskografie
- 2007: Contortion (Demo, Eigenveröffentlichung)
- 2007: Tide of the Storm (EP, Eigenveröffentlichung)
- 2008: Thrive & Decay (Split mit Thou, Collaboration Records)
- 2009: Hordes of Flesh and Bone (EP, Eigenveröffentlichung)
- 2010: The Forbidden Gates Beyond (Album, Shaman Records / Iconoclast Records)
- 2012: Into the Darkness into the Void (Album, Prosthetic Records)